# State Bank of India
O State Bank of India (SBI) é um órgão estatutário multinacional indiano, setor público de serviços bancários e financeiros. É um órgão estatutário de empresa governamental com sede em Mumbai, Maharashtra. O SBI está classificado como 216º na lista Fortune Global 500 das maiores empresas do mundo em 2018. É o maior banco da Índia com 23% de participação no mercado de ativos, além de uma parte de um quarto do total do empréstimo e mercado de depósitos.
O banco desce do Banco de Calcutá, fundado em 1806, via Banco Imperial da Índia, tornando-o o banco comercial mais antigo do subcontinente indiano . O Banco de Madras se fundiu com os outros dois "bancos da presidência" na Índia britânica, o Banco de Calcutá e o Banco de Bombaim, para formar o Banco Imperial da Índia, que por sua vez se tornou o Banco Estatal da Índia em 1955. O governo da Índia assumiu o controle do Imperial Bank of India em 1955, com o Reserve Bank of India (banco central da Índia) assumindo uma participação de 60%, renomeando-o como State Bank of India.

## História

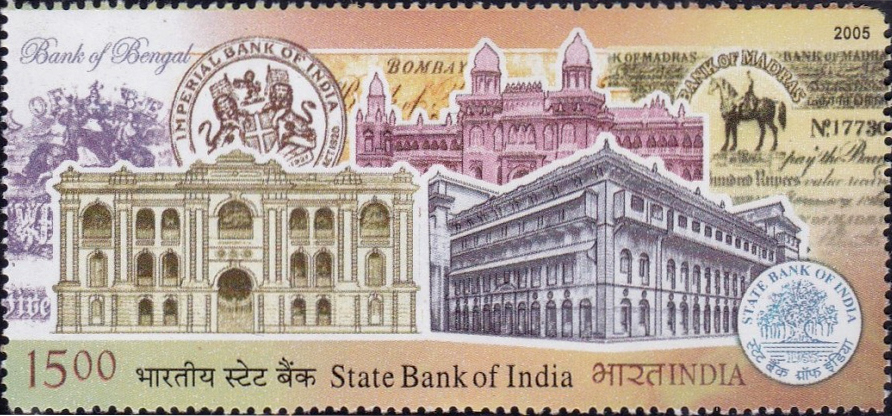
Carimbo dedicado ao Banco Estatal da Índia em 2005

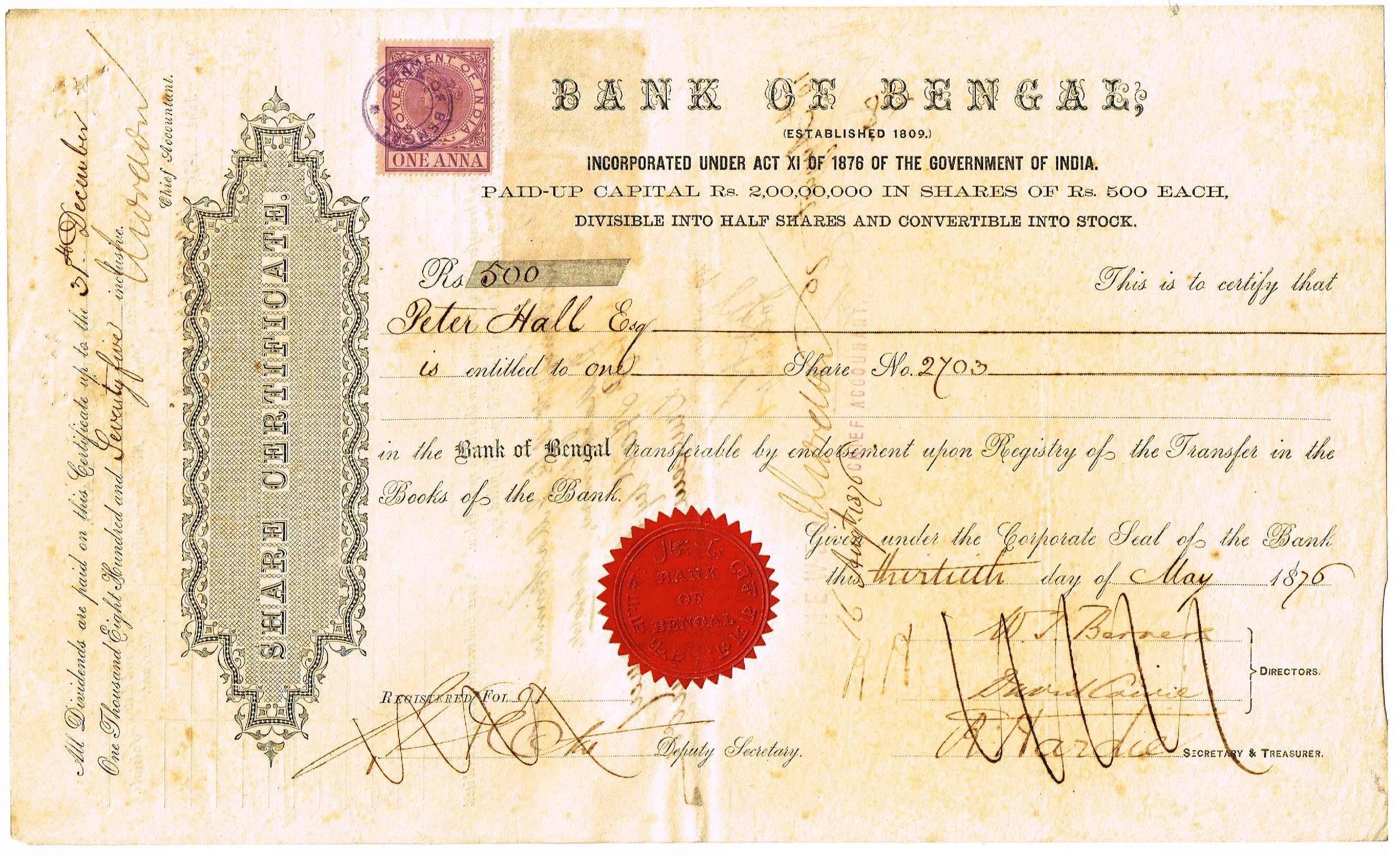
Parte do Bank of Bengal, emitida em 13 de maio de 1876

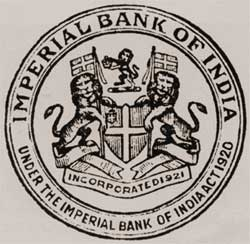
Selo do Banco Imperial da Índia

As raízes do Banco Estatal da Índia estão na primeira década do século XIX, quando o Banco de Calcutá mais tarde renomeou o Banco de Bengala, foi estabelecido em 2 de junho de 1806. O Banco de Bengala era um dos três bancos da Presidência, os outros dois sendo o Banco de Bombaim (incorporado em 15 de abril de 1840) e o Banco de Madras (incorporado em 1 de julho de 1843). Todos os três bancos da Presidência foram constituídos como sociedades anônimas e foram o resultado de contratos reais. Esses três bancos receberam o direito exclusivo de emitir papel-moeda até 1861, quando, com a Lei sobre Papel-Moeda, o direito foi assumido pelo Governo da Índia. Os bancos da Presidência se fundiram em 27 de janeiro de 1921, e a entidade bancária reorganizada tomou o nome de Imperial Bank of India. O Banco Imperial da Índia permaneceu uma sociedade anônima, mas sem a participação do governo.
Em conformidade com as disposições da Lei do Banco Estatal da Índia de 1955, o Reserve Bank of India, que é o Banco Central da Índia, adquiriu uma participação de controle no Banco Imperial da Índia. Em 1 de julho de 1955, o Banco Imperial da Índia se tornou o Banco Estatal da Índia. Em 2008, o Governo da Índia adquiriu a participação do Reserve Bank of India no SBI, a fim de remover qualquer conflito de interesses, porque o RBI é a autoridade reguladora bancária do país.
Em 1959, o governo aprovou a Lei do Banco Estatal da Índia (Bancos Subsidiários). Isso transformou oito bancos pertencentes a estados principescos em subsidiárias do SBI. Isso foi na época do primeiro plano quinquenal, que priorizou o desenvolvimento da Índia rural. O governo integrou esses bancos no sistema do Banco Estadual da Índia para expandir seu alcance rural. Em 1963, o SBI fundiu o State Bank of Jaipur (est. 1943) e o State Bank of Bikaner (est.1944).
O SBI adquiriu bancos locais em resgates. O primeiro foi o Bank of Bihar (est. 1911), que a SBI adquiriu em 1969, juntamente com suas 28 agências. No ano seguinte, o SBI adquiriu o National Bank of Lahore (est. 1942), que possuía 24 agências. Cinco anos depois, em 1975, a SBI adquiriu o Banco Krishnaram Baldeo, estabelecido em 1916 no Estado de Gwalior, sob o patrocínio do marajá Madho Rao Scindia. O banco era o Dukan Pichadi, um pequeno prestamista, pertencente ao marajá. O primeiro gerente do novo banco foi Jall N. Broacha, um Parsi. Em 1985, a SBI adquiriu o Banco de Cochin em Kerala, que possuía 120 agências. A SBI era a adquirente como sua afiliada, o State Bank of Travancore, já possuía uma extensa rede em Kerala.
Houve uma proposta de mesclar todos os bancos associados ao SBI para criar um único banco muito grande e otimizar as operações.
O primeiro passo para a unificação ocorreu em 13 de agosto de 2008, quando o Banco Estadual de Saurashtra se fundiu com o SBI, reduzindo o número de bancos estatais associados de sete para seis. Em 19 de junho de 2009, o conselho do SBI aprovou a absorção do State Bank of Indore. O SBI detém 98,3% no State Bank of Indore. (Os indivíduos que detinham as ações antes de sua aquisição pelo governo detêm o saldo de 1,7%.)
A aquisição do State Bank of Indore adicionou 470 agências à rede existente de agências da SBI. Além disso, após a aquisição, o total de ativos da SBI chegará a ₹10 trilhões. O total de ativos da SBI e do State Bank of Indore era de ₹9.981.190 milhões em março de 2009. O processo de fusão do State Bank of Indore foi concluído em abril de 2010 e as agências do SBI Indore começaram a funcionar como agências do SBI em 26 de agosto de 2010.
Em 7 de outubro de 2013, Arundhati Bhattacharya tornou-se a primeira mulher a ser nomeada presidente do banco. senhora Bhattacharya recebeu uma extensão de dois anos de serviço para fundir no SBI os cinco bancos associados restantes.

## Operações
O SBI fornece uma gama de produtos bancários por meio de sua rede de agências na Índia e no exterior, incluindo produtos destinados a índios não residentes (NRIs). O SBI possui 16 centros regionais e 57 escritórios regionais localizados em cidades importantes em toda a Índia.

### Presença doméstica

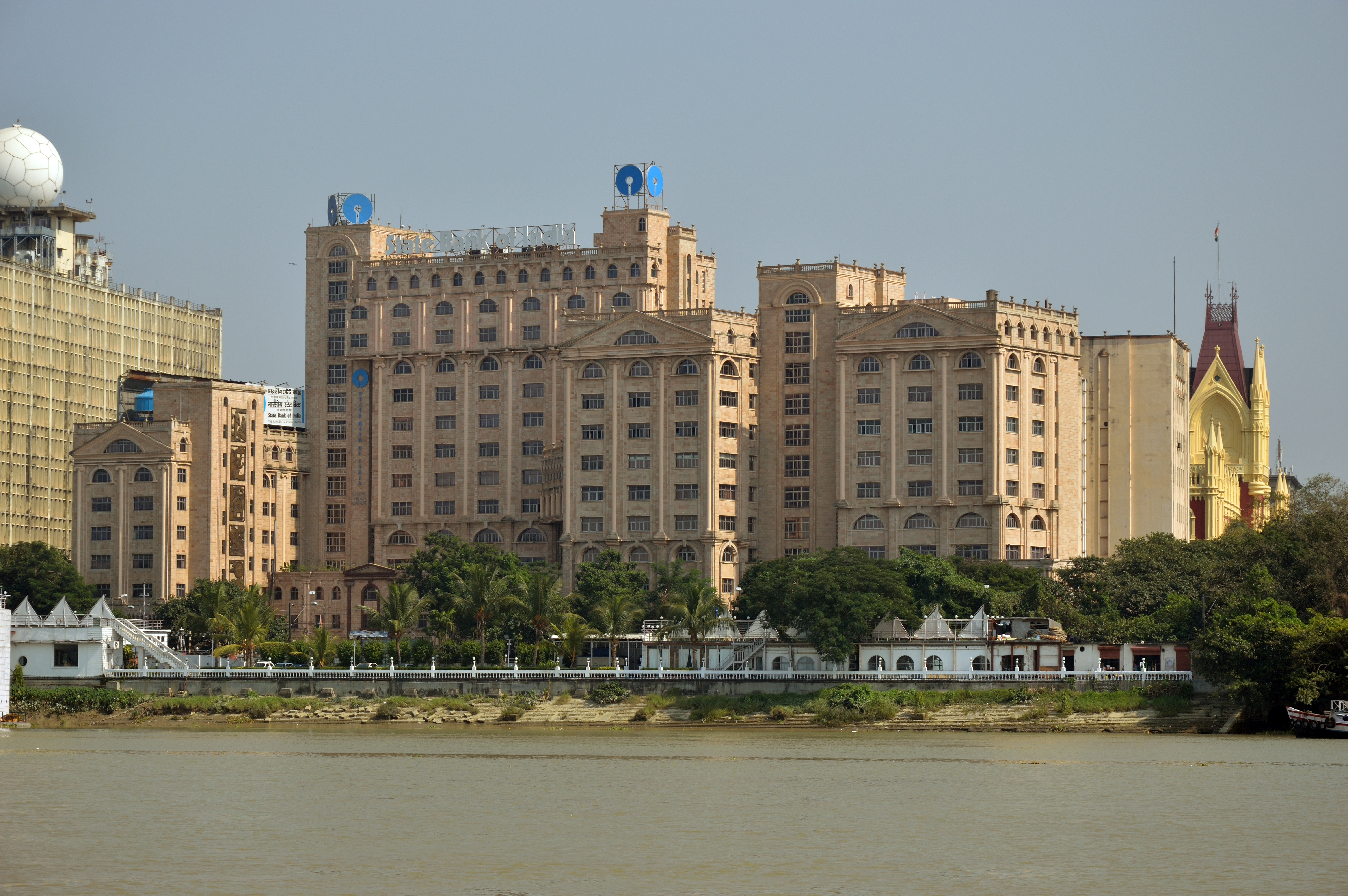
Samriddhi Bhavan, Calcutá

A SBI possui mais de 24.000 filiais na Índia. No exercício financeiro de 2012–13, sua receita foi de ₹2,005 trilhões (US$ 29 bilhões), das quais as operações domésticas contribuíram para 95,35% da receita. Da mesma forma, as operações domésticas contribuíram para 88,37% do lucro total do mesmo exercício.
Sob o Pradhan Mantri Jan Dhan Yojana de inclusão financeira lançada pelo governo em agosto de 2014, o SBI realizou 11.300 campos e abriu mais de 3 milhões de contas até setembro, incluindo 2,1 milhões de contas em áreas rurais e 1,57 milhões em áreas urbanas.

### Presença internacional

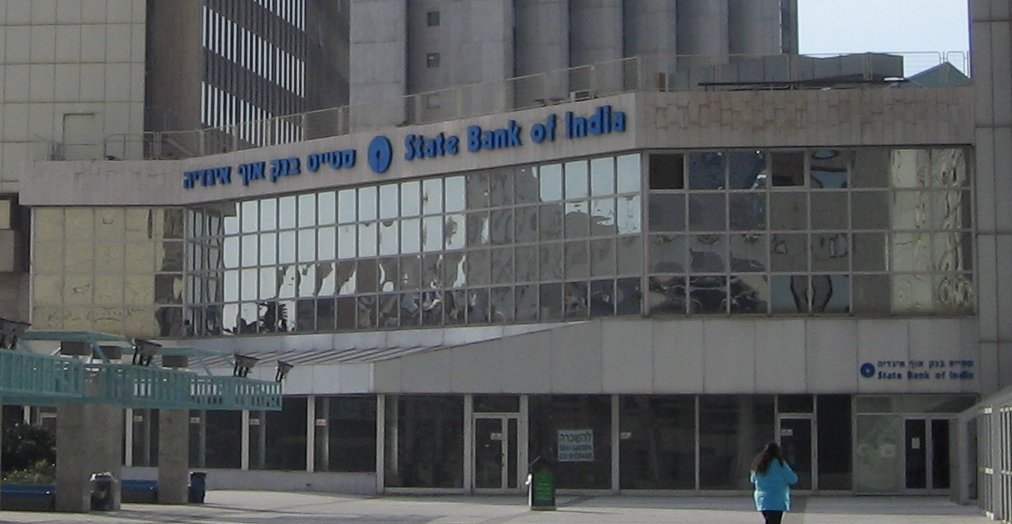
A agência do Banco Estatal da Índia, localizada em Ramat Gan, Israel

Entre 2014 e 2015, o banco possuía 191 escritórios no exterior espalhados por 36 países, com a maior presença no mercado externo entre os bancos indianos.
O SBI opera várias subsidiárias ou afiliadas estrangeiras.
Em 1989, o SBI estabeleceu um banco offshore, o State Bank of India International (Mauritius) Ltd., que depois se fundiu com o Indian Ocean International Bank (que fazia serviços bancários de varejo nas Maurícias desde 1979) para formar o SBI (Mauritius) Ltd. Hoje, A SBI (Mauritius) Ltd possui 14 filiais - 13 filiais de varejo e 1 filial global de negócios na Ebene, na Maurícia. SBI Sri Lanka agora tem três filiais localizadas em Colombo, Kandy e Jaffna. A agência de Jaffna foi aberta em 9 de setembro de 2013. O SBI Sri Lanka é o banco mais antigo do Sri Lanka; foi fundada em 1864.

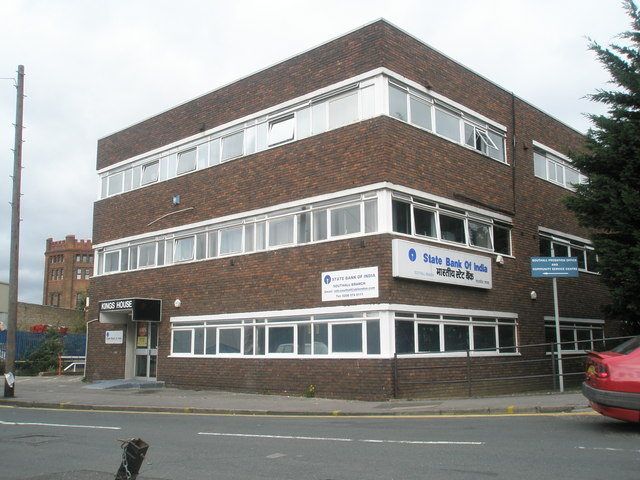
Agência do State Bank of India em Southall, Reino Unido

Em 1982, o banco estabeleceu uma subsidiária, o State Bank of India, que agora possui dez agências - nove agências no estado da Califórnia e uma em Washington, DC. A décima agência foi aberta em Fremont, Califórnia, em 28 de março de 2011. As outras oito As filiais na Califórnia estão localizadas em Los Angeles, Artesia, São José, Canoga Park, Fresno, San Diego, Tustin e Bakersfield.
Na Nigéria, o SBI opera como Banco INMB. Esse banco começou em 1981 como Banco Indo-Nigeriano de Comerciantes e recebeu permissão em 2002 para iniciar o banco de varejo. Agora, possui cinco filiais na Nigéria.
No Nepal, o SBI possui 55% do "Nepal SBI Bank Limited". (O Fundo de Previdência para Funcionários do Nepal, de propriedade estatal, possui 15% e o público em geral, os 30% restantes.) O Nepal SBI Bank Limited possui filiais em todo o país.
Em Moscou, o SBI possui 60% do Commercial Bank of India, enquanto o Canara Bank possui o restante.
Na Indonésia, possui 76% do PT Bank Indo Monex.
O Banco Estatal da Índia já tem uma filial em Xangai e planeja abrir uma em Tianjin.
No Quênia, o State Bank of India possui 76% do Giro Commercial Bank, que adquiriu por US$ 8 milhões em outubro de 2005.
Em janeiro de 2016, a SBI abriu sua primeira filial em Seul, Coréia do Sul, após o aumento contínuo e significativo do comércio devido ao Acordo de Parceria Econômica Abrangente assinado entre Nova Délhi e Seul em 2009.

### Ex-Bancos Associados

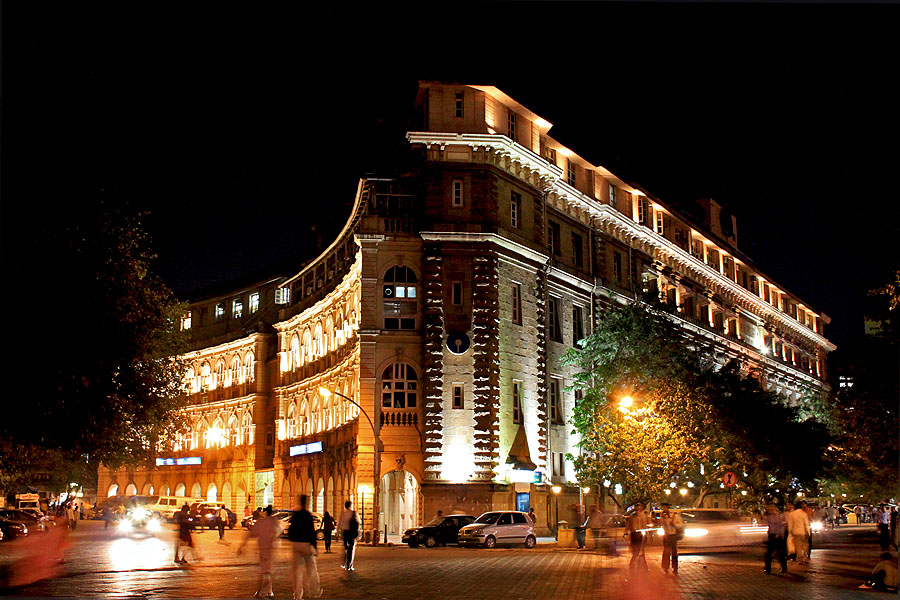
Filial principal do SBI em Mumbai

O SBI adquiriu o controle de sete bancos em 1960. Eles eram os sete bancos regionais dos antigos estados principescos indianos. Eles foram renomeados, prefixando-os com 'State Bank of'. Esses sete bancos foram o Banco Estadual de Bikaner e Jaipur (SBBJ), Banco Estadual de Hyderabad (SBH), Banco Estadual de Indore (SBN), Banco Estadual de Mysore (SBM), Banco Estadual de Patiala (SBP), Banco Estadual de Saurashtra (SBS) e Banco Estadual de Travancore (SBT). Todos esses bancos receberam o mesmo logotipo do banco pai, SBI. O Banco Estatal da Índia e todos os seus bancos associados usavam o mesmo logotipo azul da Keyhole . O marcador de estado do Banco da Índia geralmente tinha um tipo de letra padrão, mas também utilizava outros tipos de letra. A marca de palavra agora tem o logotipo da fechadura seguido de "SBI".
Os planos para tornar o SBI um único banco muito grande, mesclando os bancos associados, começaram em 2008 e, em setembro do mesmo ano, o SBS se fundiu com o SBI. No ano seguinte, o State Bank of Indore (SBN) também se fundiu.
Após um processo de fusão, a fusão dos 5 bancos associados restantes (a saber: Banco Estatal de Bikaner e Jaipur, Banco Estatal de Hyderabad, Banco Estatal de Mysore, Banco Estatal de Patiala, Banco Estatal de Travancore); e o Bharatiya Mahila Bank) com o SBI receberam uma aprovação em princípio do Gabinete da União em 15 de junho de 2016. Isso ocorreu um mês depois que o conselho do SBI, em 17 de maio de 2016, aprovou uma proposta para mesclar seus cinco associar bancos e o Bharatiya Mahila Bank a si próprio.
Em 15 de fevereiro de 2017, o Gabinete da União aprovou a fusão de cinco bancos associados com a SBI. Um analista previu um impacto negativo inicial como resultado de diferentes provisões para responsabilidade civil e políticas contábeis para créditos de liquidação duvidosa.
A fusão entrou em vigor a partir de 1 de abril de 2017.

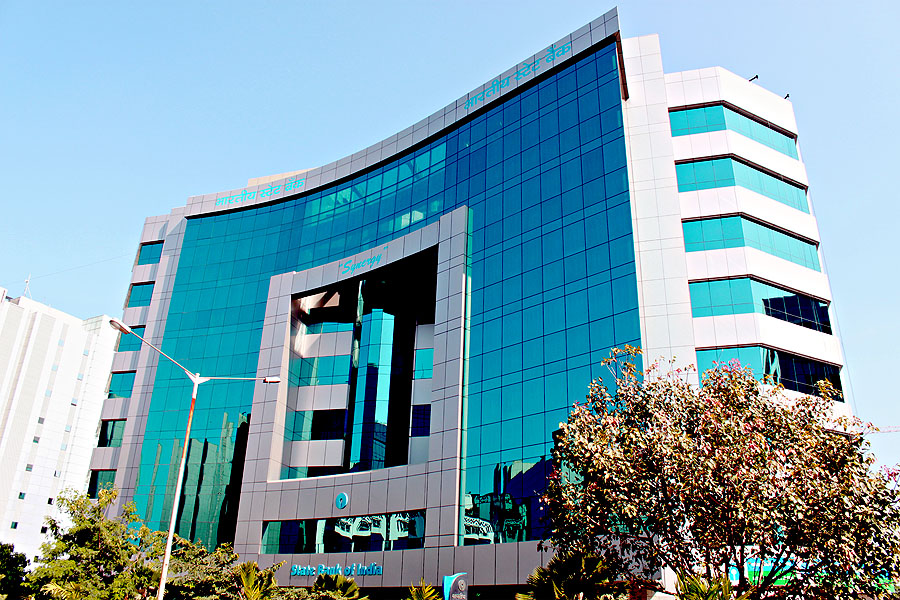
Banco Estatal da Índia Mumbai LHO

### Subsidiárias não bancárias
Além de cinco de seus bancos associados (incorporados à SBI desde 1 de abril de 2017), as subsidiárias não bancárias da SBI incluem:
- SBI Capital Markets Ltd
- SBI Cartões e Pagamentos Unip. Ltd. (SBICPSL)
- SBI Life Insurance Company Limited Empresas

Em março de 2001, a SBI (com 74% do capital total), juntou-se ao BNP Paribas (com 26% do capital restante), para formar uma companhia de seguros de vida de joint venture chamada SBI Life Insurance company Ltd.

### Outros pontos de serviço SBI
Em 31 de março de 2017, o grupo SBI (incluindo bancos associados) tinha 59.291 caixas eletrônicos.
Desde novembro de 2017, o SBI também oferece uma plataforma bancária digital integrada chamada YONO.

## Listagens e participação
Em 31 de março de 2017, Governo da Índia detinha cerca de 61,23% de ações da SBI. A Life Insurance Corporation da Índia, ela própria estatal, é o maior acionista não promotor da empresa, com 8,82% de participação.
| Acionistas                   | Participação acionária |
| ---------------------------- | ---------------------- |
| Promotores: Governo da Índia | 54,23%                 |
| FIIs / GDRs / OCBs / NRIs    | 18,17%                 |
| Bancos e Seguradoras         | 10,00%                 |
| Fundos mútuos e UTI          | 8,29%                  |
| Outras                       | 9,31%                  |
| Total                        | 100,0%                 |

As ações da SBI estão listadas na Bolsa de Bombaim, onde é constituinte do índice BSE SENSEX, e na Bolsa de Valores Nacional da Índia, onde é constituinte da CNX Nifty. Seus Global Depository Receipts (GDRs) estão listados na Bolsa de Londres.

## Funcionários

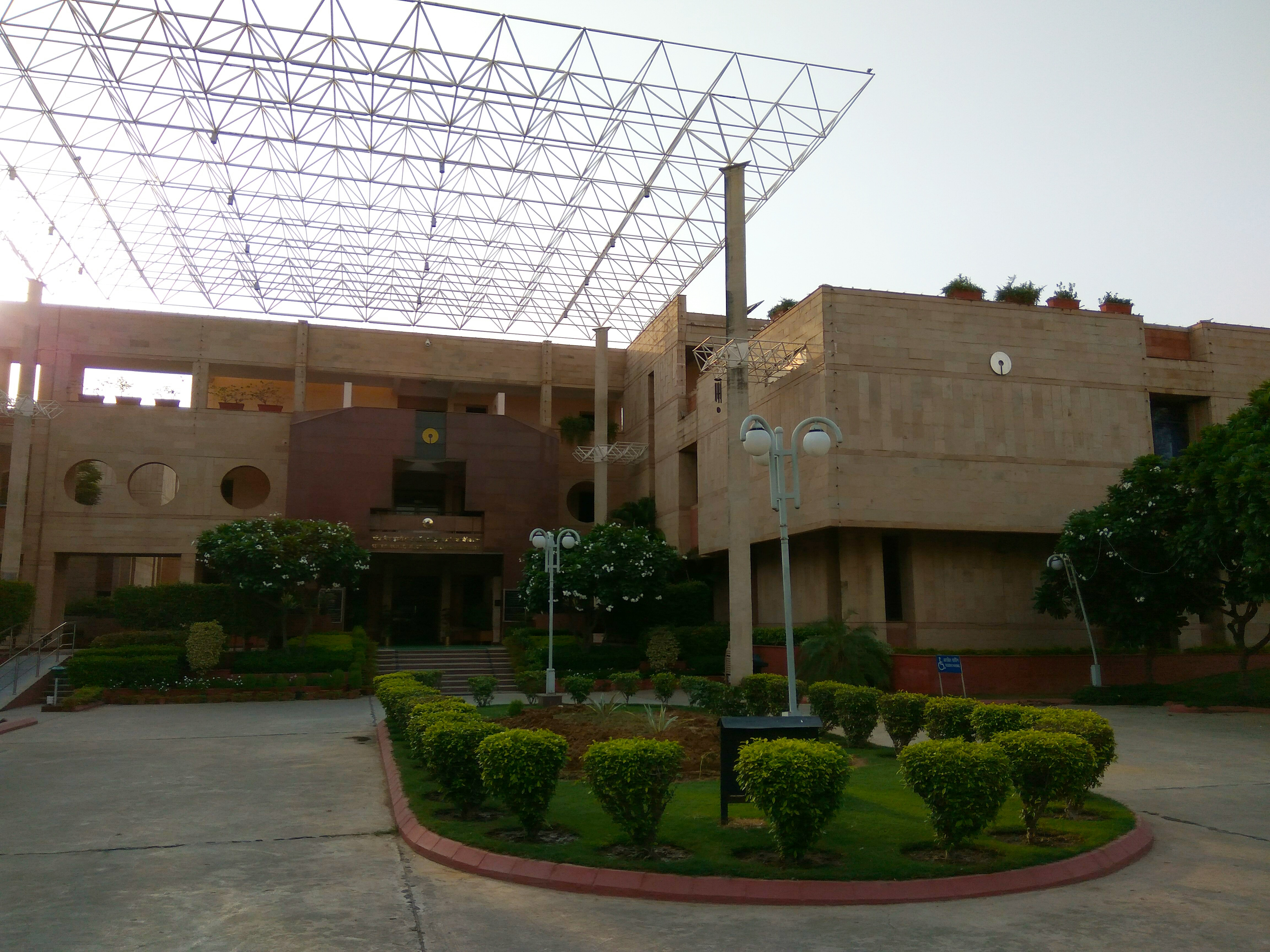
Instituto de Gestão de Crédito e Risco do Banco Estatal, Gurugram

O SBI é um dos maiores empregadores do país com 209.567 funcionários em 31 de março de 2017, dos quais 23% eram mulheres e 3.179 (1,5%) funcionários com deficiência. Na mesma data, o SBI contava com 37.875 funcionários programados (18%), 17.069 tribos programadas (8,1%) e 39.709 outras classes atrasadas (18,9%) funcionários. O percentual de Diretores, Associados e Sub-funcionários foi de 38,6%, 44,3% e 16,9%, respectivamente, na mesma data. Cerca de 13.000 funcionários ingressaram no Banco no EF 2016–17. Cada funcionário contribuiu com um lucro líquido de ₹511.000 (US$ 7.400) durante o EF 2016–17.

## Prêmios e reconhecimentos recentes
- A SBI ficou em 216º lugar no ranking Fortune Global 500 das maiores empresas do mundo em 2018.
- A SBI era a 50ª marca mais confiável na Índia, de acordo com o Brand Trust Report 2013,[31] um estudo anual realizado pela Trust Research Advisory, uma empresa de análise de marcas e, posteriormente, no Brand Trust Report 2014, a SBI terminou como a 19ª marca mais confiável da Índia. na Índia.[32][33]